# Огланлы
Огланлы́ (туркм. Oglanly) — посёлок городского типа в Балканском велаяте, Туркменистан. Подчинён администрации города Балканабад. Посёлок расположен в 42 км от железнодорожной станции Джебел (на линии Ашхабад — Красноводск).
Статус посёлка городского типа с 1939 года.
Центр добычи бентонита.

## Население
| 1959 | 1970 | 1979 | 1989 |
| ---- | ---- | ---- | ---- |
| 888  | 1004 | 1212 | 1155 |